# Sunken Fossil World
Touhou Gouyoku Ibun ~ Sunken Fossil World (яп. 東方剛欲異聞　～ 水没した沈愁地獄, То̄хо̄ Ґо̄йоку Ібун ~ суйбоцушіта чіншю̄ джіґоку, досл. «Східна дивна історія про скупість 〜 Підводне пекло затонулого смутку») — гра 2021 року в жанрах bullet hell і платформер розроблена Team Shanghai Alice і Twilight Frontier. Sunken Fossil World повністю вийшла 22 жовтня 2022, з новим персонажем, і напівповним виходом 24 жовтня 2021 на осінній Reitaisai 9 після двох демоверсій 6 жовтня 2019, і 18 жовтня 2020. На офіційній вебсторінці, гру описували як «горизонтальний водний даммаку скрол-шутер». Складається повністю з боїв з босами на відміну від інших Touhou.

## Ігролад
Sunken Fossil World використовує ігролад у стилі bullet hell, де відбуваються безперервні бої з певною кількістю босів і діалогів, що передують кожному бою, і під час кожної битви є платформи, які відрізняються залежно від боса.

## Сюжет
Нафта забила з-під землі по всьому Ґенсокьо і героїні почали розслідування, хтось заради вигоди, а хтось, щоб розв'язати інцидент.

## Персонажі
Героїні:
- Рейму Хакурей (博麗 霊夢) Міко храму Хакурей. Розслідує, щоб дізнатись звідки тече нафта.
- Маріса Кірісаме (霧雨 魔理沙) Звичайна чарівниця. Розслідує з нічого робити.
- Канако Ясака (八坂　神奈子) Богиня гір. Спускається, щоб перевірити ядерний реактор.
- Мураса Мінаміцу (村紗 水蜜) Корабельний маняк (фантом). Спускається, щоб перекрити потік нафти.
- Джьоон/Шіон Йоріґамі (依神 女苑/紫苑) Богині нещастя. Спускаються, щоб нажитися на нафті.
- Фландре Скарлет (フランドール・スカーレット) Вампір. Інцидент не розслідує.
- Юма Тотецу (饕餮 尤魔) Таотьє. Почала інцидент, не хотіла, щоб хтось знав про нафту.

Боси:
- Ямаме Куродані (黒谷 ヤマメ) Цучіґумо. Атакує всіх хто проходить крізь печеру з нічого робити.
- Коґаса Татара (多々良 小傘) Каракаса-обаке Намагається здивувати всіх хто проходить крізь печеру.
- Юґі Хошіґума (星熊 勇儀) Оні. Б'ється зі всіма хто проходить через гарячі джерела старого пекла.
- Уцухо Рейуджі (霊烏路 空) Пекельна ворона. Намагається прогнати всіх хто проходить пеклом палаючих вогнів.
- Кутака Ніватарі (庭渡 久侘歌) Ніватаріджін. Розслідує хто заливає річкою Сандзу пекло палаючих вогнів.
- Окіна Матара (摩多羅 隠岐奈) Матараджін. Справжня організаторка інциденту.

## Розробка
Як і попередні спінофи Touhou Project, за участі Twilight Frontier, ZUN, або Team Shanghai Alice, лише наглядав за розробкою Sunken Fossil World, тоді як Twilight Frontier фактично розробляла гру.
Порівняно з іншими іграми Touhou Project, розробка Sunken Fossil World мала більше інтервалів, розділених на першу демоверсію, другу демоверсію та повний реліз після трьох відкладень. Перша демоверсія Sunken Fossil World була випущена 6 жовтня 2019 року, демонструючи лише три битви з босами. Друга демоверсія була випущена 18 жовтня 2020 року, та додала значно більше матеріалу, включаючи фінального боса для всіх ігрових персонажів на той час. Повний реліз Sunken Fossil World мав відбутися на Reitaisai 18 21 березня 2021 року, але було оголошено, що Sunken Fossil World буде додатково затримано через те, що частини гри ще не розроблені, і як стверджувалося, це призведе до «втрати вмісту» та «викличе деякі занепокоєння щодо розробки, а також знадобиться час для оновлення гри після релізу». Потім реліз був запланований на серпень, але його перенесли на вересень, а потім на жовтень. Через затримки гра має підзаголовок «17.5», незважаючи на те, що вона була випущена після 18-ї частини Touhou, Unconnected Marketeers[джерело?].
Гра була випущена на осінньому Reitaisai 9, 24 жовтня 2021 року та випущена у Steam 29 жовтня 2021 року. Гра була оновлена до версії 1.02 2 листопада 2021 року, невдовзі після релізу, з виправленням помилок.
Порт для Nintendo Switch, а також оновлення з новими персонажами та сюжетними лініями було анонсовано у травні 2022 року. Воно було випущено 20 жовтня 2022 року, а також додано підтримку англійської та китайської мови до обох версій гри.

## Саундтрек
Саундтрек гри складається з інших ігор Touhou Project, реміксованих ziki_7, окрім тем фінального боса, які є новими композиціями ZUN.